# Цена анархии
Цена ана́рхии (англ. Price of Anarchy, PoA) — концепция в экономике и теории игр, которая измеряет, насколько эффективность системы деградирует из-за эгоистического поведения её агентов.

## Неформальное обсуждение
Цена анархии является общим понятием, которое может быть расширено на различные системы и понятия эффективности. Например, рассмотрим систему транспорта в городе, когда много агентов пытаются проехать из некоторого начального пункта в некоторый конечный пункт. Пусть эффективность в этом случае означает среднее время, за которое агент добирается до пункта назначения. В «централизованном» решении центральная власть может указать каждому агенту, какой маршрут агент должен выбрать, чтобы минимизировать среднее время проезда. В «децентрализованной» версии каждый агент выбирает маршрут по своему собственному усмотрению. Цена анархии отражает отношение средних времён в пути для этих двух случаев.
Обычно система моделируется как игра и эффективность является некоторой функцией от результата игры (например, максимальная задержка в сети, затор в транспортной системе, социальное благо на аукционах, и т. п.). Различные концепции равновесия могут быть использованы для моделирования эгоистического поведения агентов и среди них наиболее общей концепцией является равновесие Нэша. Различные вариации равновесия Нэша приводят к вариациям понятия цены анархии, как например, чистая цена анархии  (для детерминированных равновесий), смешанная цена анархии  (для рандомизированных равновесий) и цена анархии Байеса — Нэша (для игр с неполной информацией). Концепции, отличные от равновесия Нэша приводят к таким вариантам, как цена погружения.
Термин «цена анархии» впервые использовали Элиас Коутсоупиас и Христос Пападимитриу, но идея измерения неэффективности равновесия старше. Концепция в её текущем виде была предназначена быть аналогией «аппроксимационного коэффициента» в аппроксимационном алгоритме или «уровня конкурентоспособности» в онлайновом алгоритме. Термин лежит в русле современного тренда анализа игр с помощью алгоритмических линз (Алгоритмическая теория игр).

## Математическое определение
Рассмотрим игру {\displaystyle G=(N,S,u)}, определённую множеством игроков {\displaystyle N}, наборами стратегий {\displaystyle S_{i}} для каждого игрока и функции полезности {\displaystyle u_{i}:S\rightarrow \mathbb {R} } (где {\displaystyle S=S_{1}\times ...\times S_{n}} называется также множеством исходов). Мы можем определить меру эффективности каждого исхода, которую мы назовём функцией блага {\displaystyle Welf:S\rightarrow \mathbb {R} }. Естественные кандидаты включают сумму полезностей игроков (целевые полезности) {\displaystyle Welf(s)=\sum _{i\in N}u_{i}(s),} минимальную полезность (целевая справедливость или эгалитарность) {\displaystyle Welf(s)=\min _{i\in N}u_{i}(s),} …, или любую функцию, имеющую смысл для конкретной анализируемой игры, которую следовало бы максимизировать.
Мы можем определить подмножество {\displaystyle Equil\subseteq S} как множество стратегий в равновесии (например, множество равновесий Нэша). Цена анархии тогда определяется как отношение оптимального «централизованного» решения и «худшего равновесия»:
{\displaystyle PoA={\frac {\max _{s\in S}Welf(s)}{\min _{s\in Equil}Welf(s)}}}
Если вместо «блага», которое мы желаем максимизировать, функцией меры эффективности является «функция цены» {\displaystyle Cost:S\rightarrow \mathbb {R} }, которую мы желаем минимизировать (такие как задержки в сети), мы используем (следуя соглашениям, принятых в аппроксимационных алгоритмах):
{\displaystyle PoA={\frac {\max _{s\in Equil}Cost(s)}{\min _{s\in S}Cost(s)}}}
Связанным понятием является цена стабильности (англ. Price of Stability, PoS), которая измеряет отношение между «лучшим равновесием» и оптимально «централизованным» решением:
{\displaystyle PoS={\frac {\max _{s\in S}Welf(s)}{\max _{s\in Equil}Welf(s)}}}
или в случае функций цены:
{\displaystyle PoS={\frac {\min _{s\in Equil}Cost(s)}{\min _{s\in S}Cost(s)}}}
Мы знаем, что {\displaystyle 1\leqslant PoS\leqslant PoA} по определению. Ожидается, что потеря в эффективности в результате ограничений из теории игр лежит где-то между PoS и PoA.
Оба значения, PoS и PoA, были вычислены для различных типов игр. Некоторые примеры приведены ниже.

## Дилемма заключённого
Рассмотрим игру 2x2, называемую дилеммой заключённого, заданную следующей матрицей цены:
|              | Сотрудничать | Предать |
| Сотрудничать | 1; 1         | 7; 0    |
| Предать      | 0; 7         | 5; 5    |

и пусть функцией цены будет {\displaystyle C(s_{1},s_{2})=u_{1}(s_{1},s_{2})+u_{2}(s_{1},s_{2}).} Теперь минимум цены будет, когда оба игрока скооперируются и результирующей ценой будет {\displaystyle 1+1=2}. Однако равновесие Нэша наблюдается только тогда, когда оба предают, и в этом случае цена равна {\displaystyle 5+5=10}. Тогда значение PoA этой игры будет равно {\displaystyle 10/2=5}.
Поскольку игра имеет единственное равновесие Нэша, значение PoS равно PoA и тоже равно 5.

## Распределение работ
Более естественным примером является одна из задач планирования работ. Имеется {\displaystyle N} игроков и каждый из них имеет некоторую требующую выполнения работу. Они могут выбрать одну из {\displaystyle M} машин для выполнения работы. Цена анархии сравнивает ситуацию, когда выбор машин определяется централизованно, и ситуацию, когда каждый игрок выбирает машину так, чтобы выполнить свою работу быстрее.
Каждая машина имеет скорость {\displaystyle s_{1},\ldots ,s_{M}>0.} Каждая работа имеет вес {\displaystyle w_{1},\ldots ,w_{N}>0.}
Игрок выбирает машину для выполнения его/её работы. Таким образом, стратегиями каждого игрока будут {\displaystyle A_{i}=\{1,2,\ldots ,M\}.} Определим загрузку на машине {\displaystyle j} как:
{\displaystyle L_{j}(a)={\frac {\sum _{i:a_{i}=j}w_{i}}{s_{j}}}.}
Цена для игрока {\displaystyle i} равна {\displaystyle c_{i}(a)=L_{a_{i}}(a),} то есть она равна загрузке машины, которую игрок выбирает. Мы рассмотрим эгалитарную функцию цены {\displaystyle {\mbox{MS}}(a)=\max _{j}L_{j}(a)}, которая здесь называется периодом обработки.
Мы рассмотрим две концепции равновесия — чистая стратегия Нэша и смешанная стратегия Нэша. Ясно, что смешанная PoA {\displaystyle \geqslant } чистой PoA, поскольку любое чистое равновесие Нэша является и смешанным равновесием Нэша (неравенство может оказаться строгим, например когда {\displaystyle N=2}, {\displaystyle w_{1}=w_{2}=1}, {\displaystyle M=2} и {\displaystyle s_{1}=s_{2}=1}, при смешанных стратегиях {\displaystyle \sigma _{1}=\sigma _{2}=(1/2,1/2)} получаем среднее время обработки 1,5, в то время как PoA чистой стратегии в этих условиях равна {\displaystyle \leqslant 4/3}). Первое, что нам нужно сделать, это показать существование чистого равновесия Нэша.
Утверждение. Для любой игры с распределением работ существует по меньшей мере одна равновесная по Нэшу чистая стратегия.
Доказательство. Нам нужно получить социально оптимальный набор стратегий {\displaystyle a^{*}}. Это может означать просто набор стратегий, для которых время обработки минимально. Однако этого не достаточно. Может иметься несколько таких наборов стратегий, приводящих к ряду различных распределений нагрузок (все имеющие одну и ту же максимальную нагрузку). Кроме того мы ограничим себя тем, что имеется вторая по минимуму загрузка. Снова, это приводит к множеству возможных распределений загрузок и мы повторяем процесс, пока мы не получим {\displaystyle M}-ую лучшую (то есть, наименьшую) загрузку, где может быть только одно распределение загрузок (единственное с точностью до перестановки). Это можно назвать также лексикографически наименьшим вектором отсортированных загрузок.
Мы утверждаем, что это равновесие Нэша чистой стратегии. Будем доказывать от противного. Предположим, что некоторый игрок {\displaystyle i} может улучшить свою работу путём перехода от машины {\displaystyle j} к машине {\displaystyle k}. Это означает, что увеличенная загрузка машины {\displaystyle k} после перехода остаётся меньше, чем загрузка машины {\displaystyle j} до перехода. Поскольку загрузка машины {\displaystyle j} должна уменьшиться в результате перехода и никакая другая машина не затронута, что означает, что новая конфигурация гарантирует сокращение {\displaystyle j}-ой наибольшей загрузки в распределении. Это, однако, нарушает предположение о лексикографической минимальности {\displaystyle a}.
 что и требовалось доказать 
Утверждение. Для любой игры распределения работ PoA чистой стратегии не превосходит {\displaystyle M}.
Доказательство. Легко ограничить сверху благо, полученное как любая равновесная по Нэшу смешанная стратегия {\displaystyle \sigma }, по формуле
{\displaystyle w(\sigma )\leqslant {\frac {\sum _{i}{w_{i}}}{\max _{j}{s_{j}}}}.}
Рассмотрим для ясности любой набор чистых стратегий {\displaystyle a}, тогда ясно, что
{\displaystyle w(a)\geqslant {\frac {\sum _{i}{w_{i}}}{\sum _{j}{s_{j}}}}\geqslant {\frac {\sum _{i}{w_{i}}}{M\cdot \max _{j}{s_{j}}}}.}
Поскольку вышеуказанное выполняется также для социального оптимума, сравнение отношений {\displaystyle w(\sigma )} и {\displaystyle w(a)} доказывает утверждение.  Что и требовалось доказать 

## Эгоистичная маршрутизация

### Парадокс Браеса
Рассмотрим сеть дорог, на которых фиксированное число водителей должны проехать от общего начального пункта в общий конечный пункт. Предположим, что каждый водитель выбирает маршрут эгоистично и что время проезда зависит линейно от числа водителей, выбравших дорогу.
Мы можем формализовать эти условия как задачу выбора маршрута в направленном связном графе {\displaystyle G=(V,E)}, в котором мы хотим послать единицу потока из узла-источника {\displaystyle s\in V} в узел-сток {\displaystyle t\in V} (представим, что поток состоит из выбранных маршрутов различных водителей). В частности, пусть поток будет функцией {\displaystyle f:E\mapsto \Re } назначающей каждому ребру неотрицательное вещественное число и рассмотрим множество линейных функций {\displaystyle L=\{l_{e}(f_{e})=a\cdot f_{e}+b\;|\;e\in E,\;a\geqslant 0,\;b\geqslant 0\}}, которые отображают поток через ребро в задержку прохождения ребра. Давайте также определим социальное благо потока {\displaystyle f} как {\displaystyle w(f)=\sum _{e}{f_{e}\cdot l_{e}(f_{e})}}
Рассмотрим пример на рисунке — если пунктирная дорога недоступна, равновесие Нэша в смешанных стратегиях получается, когда каждый игрок выбирает верхний маршрут и нижний маршрут с одинаковой вероятностью — это равновесие имеет общественные издержки 1,5, и для каждого водителя требуется 1,5 единицы времени для каждого водителя, чтобы пройти из {\displaystyle s} в {\displaystyle t}. В надежде улучшения прохождения через сеть законодатель может решить открыть для водителей пунктирную дорогу с малой задержкой. В этом случае равновесие Нэша может случиться только если любой водитель использует новую дорогу, поэтому общественные издержки возрастают на 2 и теперь потребуется 2 единицы времени для каждого водителя для проезда из {\displaystyle s} в {\displaystyle t}.
Следовательно, получается необычный результат — законодательный запрет использования более быстрой дороги в некоторых случаях может дать положительный результат.

### Обобщённая задача маршрутизации
Задача маршрутизации, представленная в парадоксе Браеса, может быть обобщена ко многим различным потокам по тому же самому графу в одно и то же время.
Определение (Обобщённый поток). Пусть {\displaystyle G=(V,E)}, {\displaystyle L} и {\displaystyle w} определены так же как и выше и предположим, что мы желаем провезти величины {\displaystyle R=\{r_{1},r_{2},\dots ,r_{k},\;|\;r_{i}>0\}} через каждую различную пару узлов в {\displaystyle \Gamma =\{(s_{1},t_{1}),(s_{2},t_{2}),\dots ,(s_{k},t_{k})\}\subseteq (V\times V)}.
Поток {\displaystyle f_{\Gamma ,R}} определяется как распределение {\displaystyle p\mapsto \Re } вещественных неотрицательных чисел каждому пути {\displaystyle p}, проходящему из {\displaystyle s_{i}} в {\displaystyle t_{i}} {\displaystyle \in \Gamma }, с ограничениями
{\displaystyle \sum _{p:\,s_{i}\rightarrow t_{i}}{f_{p}}=r_{i}\;\;\forall (s_{i},t_{i})\in \Gamma .}
Поток, проходящий конкретное ребро графа {\displaystyle G} определяется как
{\displaystyle f_{e,\Gamma ,R}=\sum _{p:\,e\in p}{f_{p}}.}
Для краткости, мы будем писать {\displaystyle f_{e}}, если {\displaystyle \Gamma ,R} ясны из контекста.
Определение (равновесный по Нэшу поток). Поток {\displaystyle f_{\Gamma ,R}} является равновесным по Нэшу потоком тогда и только тогда, когда {\displaystyle \forall (s_{i},t_{i})\in \Gamma } и {\displaystyle \forall p,q} из {\displaystyle s_{i}} в {\displaystyle t_{i}}
{\displaystyle f_{p}>0\Rightarrow \sum _{e\in p}{l_{e}(f_{e})}\leqslant \sum _{e\in q}{l_{e}(f_{e})}.}
Это определение тесно связано с тем, что мы говорим о поддержке смешанной стратегией равновесия по Нэшу в играх в нормальной форме.
Определение (Условное благо потока). Пусть {\displaystyle f_{\Gamma ,R}} и {\displaystyle f_{\Gamma ,R}^{*}} будут двумя потоками в {\displaystyle G}, ассоциированными с множествами {\displaystyle \Gamma } и {\displaystyle R}. Далее мы будем опускать индекс, чтобы сделать обозначения проще. Представим фиксированные задержки, порождённые функциями {\displaystyle f} на графе — условное благо {\displaystyle f^{*}} по отношению к {\displaystyle f} определяется как
{\displaystyle w^{f}(f^{*})=\sum _{e\in E}{f_{e}^{*}\cdot l_{e}(f_{e})}}
Факт 1. Если имеется равновесный по Нэшу поток {\displaystyle f} и любой другой поток {\displaystyle f^{*}}, {\displaystyle w(f)=w^{f}(f)\leqslant w^{f}(f^{*})}.
Доказательство (от обратного). Предположим, что {\displaystyle w^{f}(f^{*})<w^{f}(f)}. По определению,
{\displaystyle \sum _{i=1}^{k}\sum _{p:s_{i}\rightarrow t_{i}}f_{p}^{*}\cdot \sum _{e\in p}l_{e}(f_{e})<\sum _{i=1}^{k}\sum _{p:s_{i}\rightarrow t_{i}}f_{p}\cdot \sum _{e\in p}l_{e}(f_{e})}.
Поскольку {\displaystyle f} и {\displaystyle f^{*}} связаны с теми же множествами {\displaystyle \Gamma ,R}, мы знаем, что
{\displaystyle \sum _{p:s_{i}\rightarrow t_{i}}f_{p}=\sum _{p:s_{i}\rightarrow t_{i}}f_{p}^{*}=r_{i}\;\;\forall i.}
Поэтому должна существовать пара {\displaystyle (s_{i},t_{i})} и два пути {\displaystyle p,q} из {\displaystyle s_{i}} в {\displaystyle t_{i}}, такой что {\displaystyle f_{p}^{*}>f_{p}}, {\displaystyle f_{q}^{*}<f_{q}}, и
{\displaystyle \sum _{e\in p}l_{e}(f_{e})<\sum _{e\in q}l_{e}(f_{e}).}
Другими словами, поток {\displaystyle f^{*}} может получить меньшее благо, чем {\displaystyle f}, только если два пути из {\displaystyle s_{i}} в {\displaystyle t_{i}} имеют различные цены, и если {\displaystyle f^{*}} перенаправляет некоторый поток {\displaystyle f} из пути с высокой ценой на путь с меньшей ценой. Ясно, что эта ситуация несовместима с предположением, что {\displaystyle f} является равновесным по Нэшу потоком.
 что и требовалось доказать. 
Заметим, что Факт 1 не предполагает любую конкретную структуру множества {\displaystyle L}.
Факт 2. Если даны два вещественных числа {\displaystyle x} и {\displaystyle y}, {\displaystyle x\cdot y\leqslant x^{2}+y^{2}/4}.
Доказательство. Это другой способ выразить верное неравенство {\displaystyle (x-y/2)^{2}\geqslant 0}.
 что и требовалось доказать. 
Теорема. PoA чистой стратегии любой обобщённой задачи маршрутизации {\displaystyle (G,L)} с линейными задержками равна {\displaystyle \leqslant 4/3}.
Доказательство. Заметим, что эта теорема эквивалентна высказыванию, что каждый равновесный по Нэшу поток {\displaystyle f}, {\displaystyle w(f)\leqslant (4/3)\cdot \min _{f^{*}}\{w(f^{*})\}}, где {\displaystyle f^{*}} является любым другим потоком. По определению
{\displaystyle w^{f}(f^{*})=\sum _{e\in E}f_{e}^{*}(a_{e}\cdot f_{e}+b_{e})}
{\displaystyle =\sum _{e}(a_{e}f_{e}f_{e}^{*})+\sum _{e\in E}f_{e}^{*}b_{e}.}
Используя Факт 2 мы получаем
{\displaystyle w^{f}(f^{*})\leqslant \sum _{e\in E}\left(a_{e}\cdot \left((f_{e}^{*})^{2}+(f_{e})^{2}/4\right)\right)+\sum _{e\in E}f_{e}^{*}\cdot b_{e}}
{\displaystyle =\left(\sum _{e\in E}a_{e}(f_{e}^{*})^{2}+f_{e}^{*}b_{e}\right)+\sum _{e\in E}a_{e}(f_{e})^{2}/4}
{\displaystyle \leqslant w(f^{*})+{\frac {w(f)}{4}},}
поскольку
{\displaystyle (1/4)\cdot w(f)=(1/4)\cdot \sum _{e\in E}f_{e}(a_{e}f_{e}+b_{e})}
{\displaystyle =(1/4)\cdot \sum _{e\in E}(f_{e})^{2}+\underbrace {(1/4)\cdot \sum _{e\in E}f_{e}b_{e}} _{\geqslant 0}.}
Мы можем заключить, что {\displaystyle w^{f}(f^{*})\leqslant w(f^{*})+w(f)/4}, и доказываем высказывание с помощью Факта 1.
 что и требовалось доказать. 
Заметим, что в доказательстве мы широко использовали предположение, что функции в {\displaystyle L} линейны. На самом деле выполняются более общие факты.
Теорема. Если дана обобщённая задача маршрутизации на графе {\displaystyle G} и полиномиальные функции задержки степени {\displaystyle d} с неотрицательными коэффициентами, PoA чистой стратегии {\displaystyle \leqslant d+1}.
Заметим, что PoA может расти с увеличением {\displaystyle d}. Рассмотрим пример, показанный на рисунке, где мы предполагаем единичный поток: равновесные по Нэшу потоки имеют социальное благо 1. Однако лучшее благо достигается, когда {\displaystyle x=1-1/{\sqrt {d+1}}} и в этом случае
{\displaystyle w=\left(1-{\frac {1}{\sqrt {d+1}}}\right)^{d}\cdot \left(1-{\frac {1}{\sqrt {d+1}}}\right)+1\cdot {\frac {1}{\sqrt {d+1}}}}
{\displaystyle =\left(\left(1-{\frac {1}{\sqrt {d+1}}}\right)^{\sqrt {d+1}}\right)^{\sqrt {d+1}}+{\frac {1}{\sqrt {d+1}}}}
{\displaystyle \leqslant e^{-{\sqrt {d+1}}}+{\frac {1}{\sqrt {d+1}}}.}
Значение стремится к нулю по мере стремления {\displaystyle d} к бесконечности.